# Разгром «смалы»
Разгром «смалы» (фр. Bataille de la Smala) — операция французских войск во время завоевания Алжира. Французский отряд под командованием герцога Омальского 16 мая 1843 года совершил набег на личный лагерь (араб. زمالة zmala) лидера алжирского сопротивления эмира Абд аль-Кадира и уничтожил его.

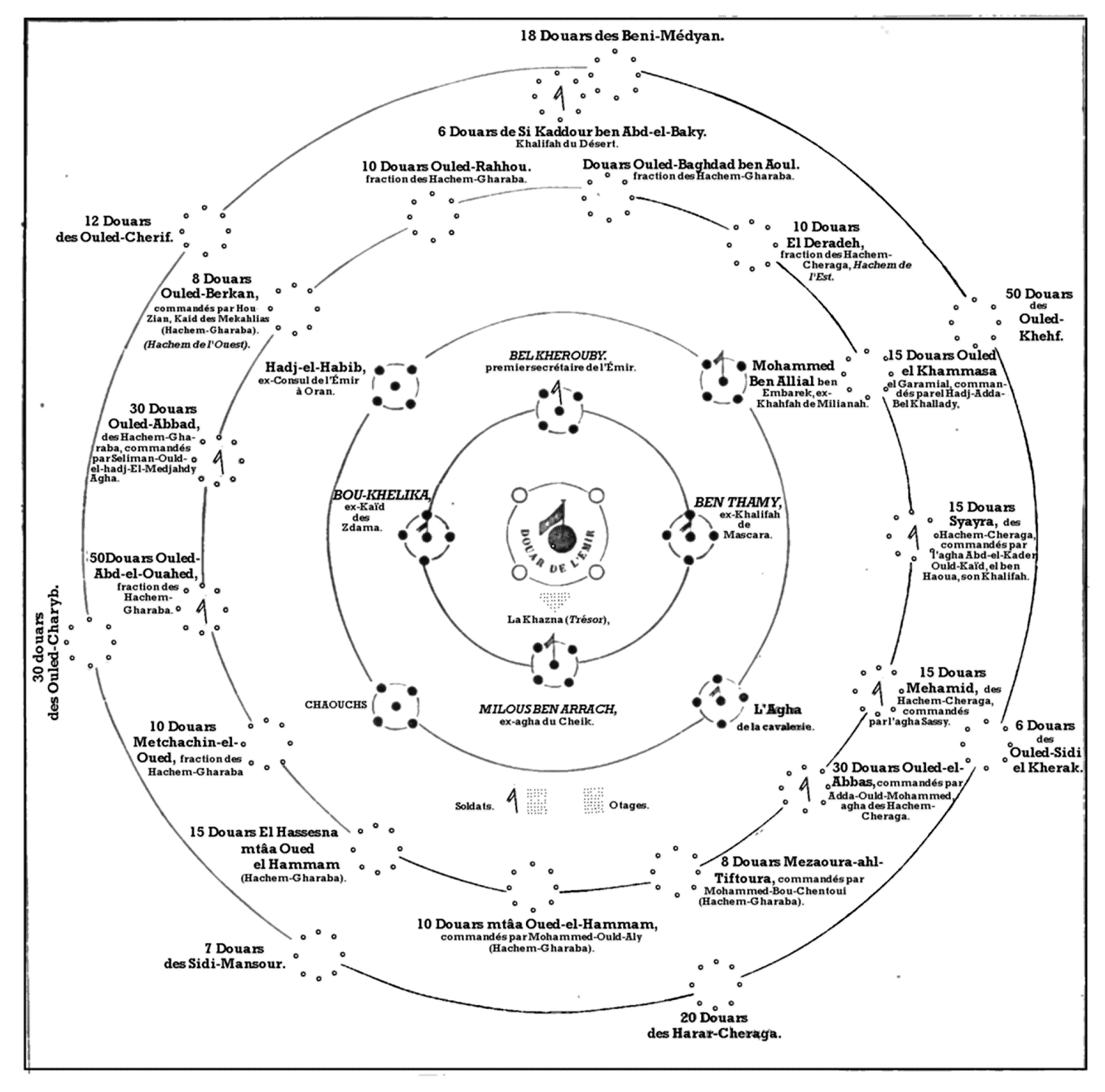
План «смалы»

Подвижная главная квартира эмира Абд аль-Кадира, так называемая «смала», состояла из 1300 шатров, которые легко перебрасывались им с одного края пустыни на другой. Французам стоило огромного труда выяснять, где именно находится она в данную минуту. В «смале» размещались войска, боевые припасы, все богатства эмира и его семья. Постоянное прикрытие её составляли 5000 стрелков и 2000 всадников. Маршал Бюжо поручил герцогу Омальскому разыскать и уничтожить этот передвижной лагерь.
Выступив 10 мая 1843 года из селения Богара с отрядом в 1200 человек пехоты, 600 кавалеристов, 2 горных орудий и 20-дневным запасом довольствия, герцог Омальский повёл энергичный поиск. Дивизионному генералу Ламорисьеру было приказано от Маскары содействовать поиску герцога. 
Вечером 14 мая, узнав точно о месте нахождения «смалы» в районе селения Гожелах, в 170 км от Богары и на одном меридиане с Тенесом, французы окружили это селение, но оказалось, что «смала» была расположена далее, в 60 км на юго-запад, у урочища Уссен-он-Рокай. 
Едва герцог Омальский двинулся по этому направлению, он узнал, что «смала» по приказу эмира удалилась к востоку, на речку Тагиль. Чтобы настигнуть её нужно было сделать 80-километровый переход по безводной полупустыни. Опасаясь, чтобы та не ускользнула от него, герцог оставив пехоту, с одной кавалерией (2500 человек) сделал за полутора суток этот переход и утром 16 мая настиг противника. 
Абд-эль-Кадера не было в «смале», как и его главных помощников, но их семьи были там. Первый эшелон французской кавалерии отправляется рысью; герцог Омальский следует за ним с резервом. Несмотря на огромное неравенство сил, одних защитников «смалы» насчитывалось не менее 5 тысяч человек, герцог неожиданной атакой, почти не встретив сопротивления, овладел лагерем, перебив до 300 и взяв в плен около 3000 арабов. Также в руки победителей попали казна, библиотека и корреспонденция эмира. 
Французы потеряли в этой атаке 9 убитых и 12 раненых. Остатки «смалы» ещё дважды были настигнуты Ламорисьером, и были схвачены еще 2500 его сторонников. Следствием этих столкновений было уничтожение большей части регулярных войск Абд аль-Кадира. После разгрома «смалы» эмир бежал в Марокко. 